# NGC 19
NGC 19 (другое обозначение — PGC 759) — спиральная галактика 13-й звёздной величины в созвездии Андромеды.

## История
В оригинальном издании каталога 1860 года Дрейер описывает объект как «чрезвычайно слабую галактику, слегка вытянутую, окружённую тремя очень слабыми звёздами» (англ. «most extremely faint, a little extended, 3 very faint stars around»). Указанные в каталоге координаты галактики (00ч 09м 26.3с, +32° 51′ 10″) отличаются от действительных на 75 с по прямому восхождению и на 8 угловых минут по склонению. Согласно Корвину, аналогичная ошибка характерна для трёх других галактик (NGC 21, 7831, 7836, 6), открытых в ту же ночь, что и NGC 19, однако три характерных звезды, находящихся в окружении галактики делают идентификацию достаточно надёжной. Координаты NGC 19, найденные Льюисом, имеют ещё большую ошибку и практически совпадают с истинными координатами галактики NGC 21, вследствие чего эти две галактики часто ошибочно отождествляют.
Исходя из красного смещения 4790 км/с, расстояние до галактики составляет 210 млн св. лет, что хорошо согласуется с расстояниями 185—235 млн св. лет, полученными другими способами. Оценивая угловые размеры галактики в 0,6—1,2 угловой минуты, получаем диаметр около 75 тыс. св. лет.
NGC 19 вместе с NGC 13, 20, 29, 39 и некоторыми другими галактиками считается членом группы LGG 001 (группа NGC 7831).